# George Brough
George Brough (Nottingham, 21 april 1890 – aldaar, 12 januari 1970) was een Brits motorcoureur en ondernemer, die motorfietsen en auto's produceerde. Hij was oprichter van het merk Brough Superior.

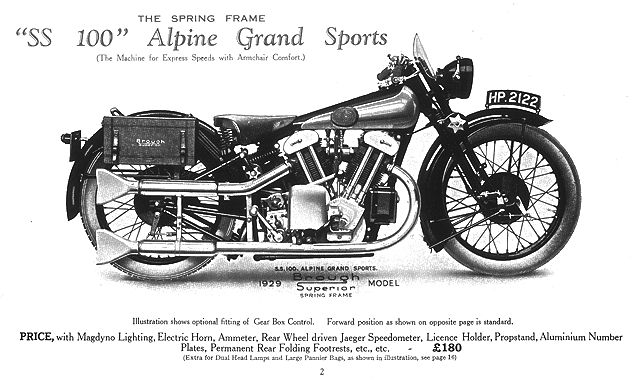
Brough Superior SS 100

## Jeugd
Brough was de tweede zoon van motorfietspionier William Edward Brough en werd geboren aan Mandalay Street in de wijk Basford in Nottingham. Zijn vader produceerde het merk Brough en verwacht werd dat George hem in het bedrijf zou opvolgen. Hij werkte ook in het bedrijf van zijn vader, en racete zelfs met de Brough-motorfietsen. In 1919 werden ze compagnons, maar in 1920 besloot George zijn eigen weg te gaan.

## Brough Superior
Het liefst had hij de Brough-motorfietsen verbeterd en op een hoger kwaliteitsniveau gebracht en hij wilde ook snelle motorfietsen met veel vermogen maken, maar zijn vader was niet overtuigd. Brough begon daarop zijn eigen fabriek aan Haydn Road in Nottingham en begon motorfietsen te bouwen. De naam "Superior" werd hem door een vriend voorgesteld, maar William Brough vatte het persoonlijk op. Hij noemde zijn eigen merk soms sarcastisch "Brough Inferior". Zijn machines waren echter wel degelijk superieur; hij monteerde de beste componenten die hij kon vinden, waaronder de populaire, sterke en zeer degelijke JAP-V-twin motoren. Bovendien besteedde hij veel aandacht aan het ontwerp en hij was ook een succesvol zakenman. Elke motorfiets werd twee keer gemonteerd: een keer om te zien of alle componenten pasten, waarna de machine gedemonteerd werd voor het spuit- en chroomwerk. Daarna werd de motorfiets voor de tweede keer gemonteerd en elk exemplaar werd onderworpen aan een proefrit om vast te stellen of de minimaal gegarandeerde topsnelheid werd gehaald. Voor een SS 80 was dat 80 mijl per uur, voor een SS 100 was het 100 mijl per uur. In 1922 reed Brough zelf een Brough Superior SS 80 die hij "Spit and Polish" noemde op het beroemde circuit van Brooklands, waar hij een onofficieel snelheidsrecord van 100 mijl per uur reed. In 1928 reed hij een onofficieel wereldsnelheidsrecord van 130,6 mph (210,2 km/h) in Arpajon. 
In 1935 begon men met de productie van auto's, gebaseerd op een Hudson chassis en met een Hudson achtcilinder motor. In 1940 moest men echter omschakelen naar de productie van de Rolls-Royce Merlin vliegtuigmotoren. Na de Tweede Wereldoorlog waren er geen goede inbouwmotoren meer beschikbaar, zodat de productie van Broug Superior werd beëindigd. In 21 jaar waren er 3.048 motorfietsen van 19 modellen geproduceerd. 

## Beroemde klanten
- In 1929 kocht William Lyons een Brough Superior SS 100. Twee jaar later gebruikte hij bijna dezelfde naam voor zijn eerste auto, de "SS 1". George Brough was daar ontstemd over, maar later werden de twee toch goede vrienden. De letters "SS" stonden voor Swallow Sidecar Company, een zijspanfabriek die later zou uitgroeien tot het automerk Jaguar.
- Thomas Edward Lawrence ("Lawrence of Arabia") was een enthousiast Brough Superior-klant. Hij overleed in 1935 na een ongeluk met zijn Brough Superior.